# Orozco-Barrientos
Orozco-Barrientos es un dúo musical formado por Raúl "Tilín" Orozco y Fernando Barrientos surgido en la ciudad de Mendoza, en el año 2003. Su música es una mezcla alternativa de ritmos provenientes de su provincia natal como la tonada, gato, cueca combinando rock argentino y trova. 

## Historia

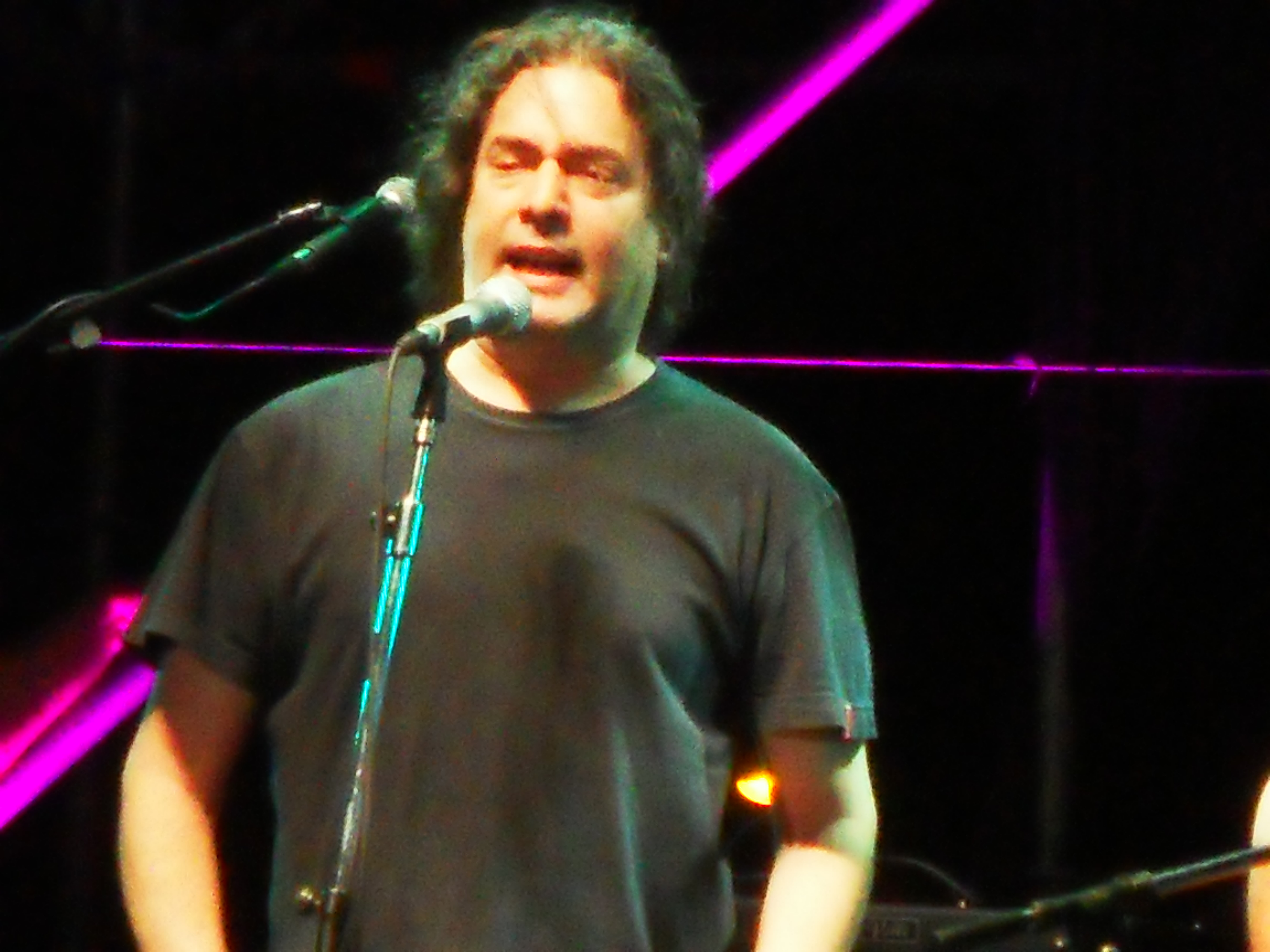
Fernando Barrientos, vocalista.

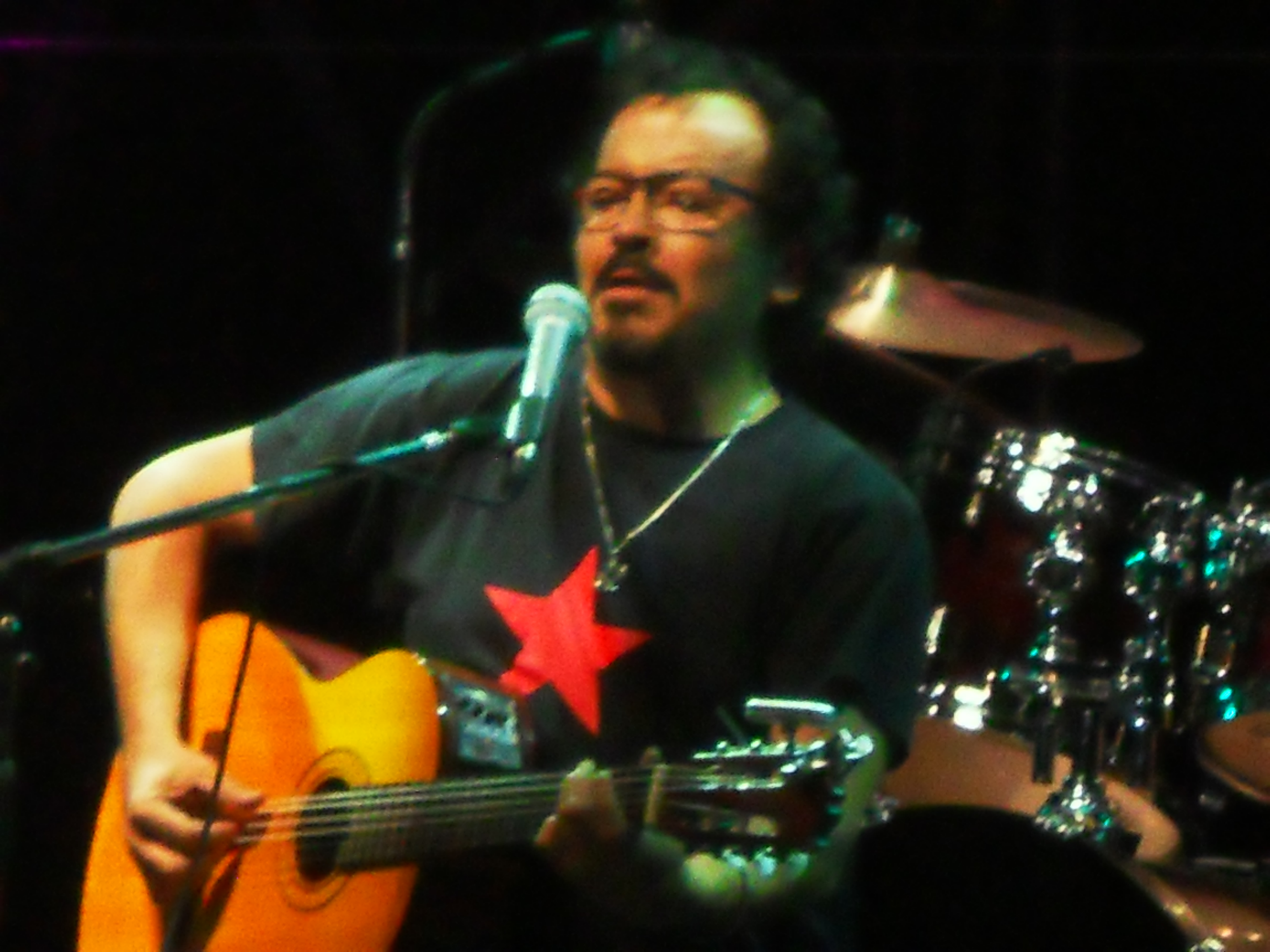
Tilín Orozco, guitarrista, compositor y segunda voz del dúo.

La dupla se dio a conocer al público y a la crítica internacional en febrero de 2003, en el festival de Viña del Mar, Chile, al obtener el primer premio "Gaviota de plata" a la mejor canción folclórica con su tema "Pintadita". En octubre de ese año el cantautor León Gieco, (quien siempre apoyó el trabajo del dúo), los invita a abrir sus conciertos durante los días 3, 4 y 5 de octubre en el estadio Luna Park. La experiencia se repite al año siguiente. Orozco - Barrientos participa en el multitudinario concierto de Gieco en el estadio de Ferro Carril Oeste de Capital Federal.

### Celador de sueños
En octubre de 2004 se conoce el primer trabajo discográfico del dúo: Celador de sueños, producido por Gustavo Santaolalla. El disco incluye doce canciones donde predominan los ritmos cuyanos (tonada, cueca, gato), y una lírica llena de imágenes sugerentes (con influencias del rock argentino), que escapan de la temática habitual del folklore. La unión de un instrumentista, compositor y arreglador clave de la música cuyana como lo es Orozco, y de un cantautor, Barrientos (quien en los años 1990 compuso el conocido tema de la película Tango feroz titulado El amor es más fuerte), dio como resultado una atractiva fórmula capaz de reunir tradición y futuro en el contexto de una de las regiones más interesantes de la música popular.
Su primer trabajo discográfico; Celador de sueños fue presentado en el teatro ND Ateneo durante mayo de 2005 con músicos invitados como: Karamelo Santo, Jorge Viña, Semilla, Popi Spatocco, Sandra March, Rolando Goldman y la participación especial de Gustavo Santaolalla. La presentación obtuvo un notable éxito de público y excelentes críticas. El álbum debut fue nominado a los premios Gardel de 2005 como Mejor Álbum Grupo Folklórico. A mediados de ese año, en el Teatro Nacional Cervantes, inauguran una serie de recitales junto a la orquesta Juan de Dios Filiberto con dirección y arreglos de Popi Spatocco.

### Gira nacionales e internacionales

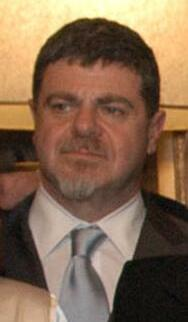
El dos veces ganador del Premio Oscar, Gustavo Santaolalla, ha producido todos los trabajos de la dupla cuyana.

Durante los años 2006 y 2007 recorren casi todo el país (Rosario, Santa Fe, Córdoba, San Luis, San Juan, Santiago del Estero, Formosa, Corrientes, Buenos Aires, Mendoza, Tucumán y Río Negro) junto a la muestra itinerante Argentina de punta a punta. El 10 de noviembre son invitados por Mercedes Sosa a cantar junto a ella el tema "Celador de sueños", en la apertura del festival "Música de provincias". Ella es la primera en invitar a Orozco Barrientos a un recital que dio en la Plaza Independencia de Mendoza, en febrero de 2007. Desde entonces el dúo participó en muchos conciertos de la artista.
Tocan en el festival aniversario de Valparaíso, Chile, en el año 2005.
En junio de 2006 realizan junto al dúo uruguayo Larbanois & Carrero, dos conciertos en el teatro Alfredo Zitarrosa de Montevideo, Uruguay. Actúan también en diversos festivales folclóricos: Cosquín (en los años 2005, 2006 y 2007), Baradero y en el Festival Nacional de la Tonada.
A fines de 2006 despiden el año en el Teatro Independencia de Mendoza junto a Teresa Parodi, en un recital que reiteró el éxito de público y crítica. Actúan en abril de 2007 en el teatro Avenida junto al grupo Aca Seca.

### Pulpa

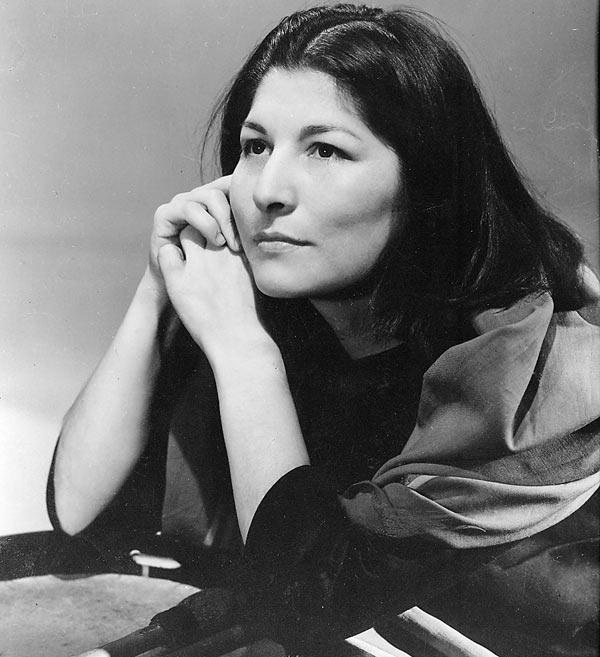
Mercedes Sosa en 1965. Ella apoyo desde un primer momento al dúo; del cual ellos participaron en muchos conciertos de la artista en sus últimos años.

En el año 2008, después de cuatro años de Celador de sueños; el dúo edita su segundo álbum titulado "Pulpa". La placa contiene catorce canciones cuyas letras van desde los sentimientos más profundos, describiendo paisajes y situaciones de la vida cotidiana, hasta poesía más divertida y picaresca. El álbum fue producido nuevamente por Santaolalla. Fue grabado entre el legendario estudio Ion en Buenos Aires y en La Casa de Los Ángeles, propiedad del mismo exintegrante de Arco Iris.

### Tinto
A fines de julio de 2013 se edita el tercer álbum del dúo: Tinto el cual contiene canciones populares del cancionero cuyano y temas compuesto por ellos mismos y cuenta con las colaboraciones de Teresa Parodi, Liliana Herrero y Gustavo Santaolalla. La placa contiene dieciséis composiciones que marcan, con trazo nítido, una personalidad precisa. Fue producido una vez más por Santaolalla y el mismo Tilín Orozco. En el disco dosifican humores, sentimientos y miradas sobre un universo que según ellos se agranda a medida que se canta.
El 25 de mayo de 2014, formaron parte de los festejos por el aniversario de la Revolución de Mayo, en el marco del show "Somos Cultura" del Ministerio de Cultura de la Nación.
A fines de septiembre de 2014, el dúo fue nominado al Grammy latino, al rubro de "Mejor álbum folclórico", por su disco Tinto. Sin embargo, perdieron ante las cantantes Lila Downs, Niña Pastori y Soledad Pastorutti en dicha categoría, por su trabajo Raíz.
En 2015, obtuvieron el Premio Konex como uno de los 5 mejores conjuntos de folklore de la década en la Argentina.

### Artistas vinculados
En la trayectoria de Orozco-Barrientos, varios son los artistas que han trabajado en las producciones del dúo, entre ellos están: Gustavo Santaolalla, Mercedes Sosa, León Gieco, Karamelo Santo, Aca Seca, Teresa Parodi, Larbanois & Carrero, Liliana Herrero, etc. Todos estos artistas han participado en las tres producciones discográficas del dúo.

## Discografía
| Celador de sueños (2004) 1. Caminito 2. Celador de sueños 3. La margarita 4. Pensando en ella 5. Soltando coplas 6. Monstruo de barro 7. Ya se va 8. Los ojos del amor 9. Tonada de amor 10. Pintadita 11. Niña hermosura 12. No importa Pulpa (2008) 1. Bagualin 2. Camino a Maipú 3. El Marucho 4. Samba del sueño 5. Vidita agua 6. El vampiro chupador 7. Los dos perros 8. Pulpa 9. Sin luz de amanecer 10. El Serenatero 11. Cuando la soledad nos da 12. El hombre gallo Bonus track 1. Chacarera de los puentes 2. Tonada de regreso Tinto (2013) 1. Coplita al viento 2. Bajo los sauces 3. Tranquilo compadre 4. Cara sucia 5. Quien te amaba ya se va 6. La refranera 7. Rosita 8. Chilenitas 9. Pelota de trapo 10. Tonada del arbolito 11. Pa´ Las Catitas 12. Deambula un amor Bonus track 1. Cerca de la casa 2. El amor puede salvar 3. Pongale por las hileras 4. Tordo viejo |